# Мадина-ду-Боэ
Мадина-ду-Боэ (порт. Boé, Madina do Boé, реже: Мадина-Боэ (Madina Boé) или Мадина-ди-Боэ (Medina de Boé)) — населённый пункт в юго-восточной части государства Гвинея-Бисау. 
Расположен неподалёку от границы с Гвинеей, в регионе Габу́, одном из беднейших районов Гвинеи-Бисау.

## Население
В посёлке Медина-ду-Боэ и его окрестностях (в радиусе примерно 7 км) проживает около 722 человек.
Почти все жители — африканцы.
Большинство из них исповедует Ислам и проживает в небольших деревнях.

## География
Посёлок Мадина-ду-Боэ находится в регионе Габу на юго-востоке страны. Округ, в котором находится посёлок, также именуется Боэ. Посёлок состоит из примерно 72 деревень. Средняя годовая температура — около 25°C.
Высота над уровнем моря — 76 м.
Расстояние между столицей Гвинеи-Бисау — городом Бисау — и посёлком Мадина-ду-Боэ составляет около 150 км.
Окрестные посёлки: Саре-Уссамане (около 3 км), Себере-Дандун (около 4 км) и Бантанжа (около 4 км).
В окрестностях Боэ открыто крупное месторождение бокситов.

## Исторические события в Медине-ду-Боэ
В начале февраля 1969 года, во время отступления португальской армии здесь погибло 47 португальских солдат (при переходе через реку Рио-Корубал).
В июле 1973 года в Фуламоре (восточная часть Мадины-ду-Боэ) прошло заседание 2-го съезда Африканской партии за независимость Гвинеи и Кабо-Верде.
24 сентября 1973 года в городе Медина-ду-Боэ была провозглашена независимость Гвинеи-Бисау от Португалии. Луиш Кабрал был избран председателем Государственного совета страны. С тех пор вплоть до 1974 года посёлок оставался столицей Гвинеи-Бисау.
С 1974 года, когда Португалия после «Революции гвоздик» предоставила независимость своей колонии, столицей страны является город Бисау.

## Рождённые в Мадине-ду-Боэ
- Марио Мануэл да Силва (род. в 1961 г.) — португальский олимпийский легкоатлет